# رائد القبة
رائد شباب القبة هو فريق كرة قدم جزائري تأسس عام 1945 و يعتبر رائد شباب القبة عميد المدارس الكروية في الجزائر حيث تأسست سنة 1963 ويعتبر رائد القبة من اكثر الفرق لعبا في القسم الأول ب 29 موسم متحصل فيهما على لقبين.

## إنجازات النادي
- بطل الجزائر عام 1981
- كأس السوبر الجزائري عام 1981.
- وصيف كأس الجمهورية 1966.
- وصيف بطل الجزائر عامي 1967 و1975
- بطل بطولة القسم الثاني هواة 2016/2017

## أبرز اللاعبين
- مختار كاوة
- صالح عصاد
- مهدي سرباح
- محمد قاسي سعيد
- محمد شعيب
- نور الدين مغيشي
- بكير رفيق
- قندة حموني